# Městský hřbitov Úvaly
Městský hřbitov v Úvalech se nachází na východním okraji města na rohu ulice 5. května a silnice na Tlustovousy. Má rozlohu 1,02 hektaru.

## Historie
Hřbitov byl založen roku 1894 z iniciativy obecního úřadu, protože starý hřbitov u kostela Zvěstování Páně již nedostačoval. Zkolaudován byl 19. listopadu.
Roku 1905 zde byla postavena márnice a roku 1912 došlo k jeho rozšíření severním a východním směrem. V severovýchodním rohu nového hřbitova byla později založena loučka rozptylu a kolumbárium.
6. května 1945 probíhaly v Úvalech poslední boje války. Při hřbitovní zdi vypukla střelba, která si vyžádala tři oběti z řad civilistů. 4. května 1947 byl zde za velké účasti občanů odhalen pomník obětem této květnové revoluce.